# Ortenau járás
Ortenau járás egy járás Baden-Württembergben. Ortenau járás Rastatt, Freudenstadt, Rottweil, Schwarzwald-Baar és Emmendingen járásokkal határos. Lakosainak száma 439 516 fő (2022. június 30.).

## Népesség
A járás népessége az elmúlt években az alábbi módon változott:
| Lakosok száma | 411 700 | 429 479 | 439 516 |
|               | 2014    | 2020    | 2022    |